# Gustaw Lutkiewicz
Gustaw Lutkiewicz (ur. 29 czerwca 1924 w Kownie, zm. 24 lutego 2017 w Warszawie) – polski aktor teatralny, filmowy, telewizyjny i radiowy oraz piosenkarz.

## Życiorys

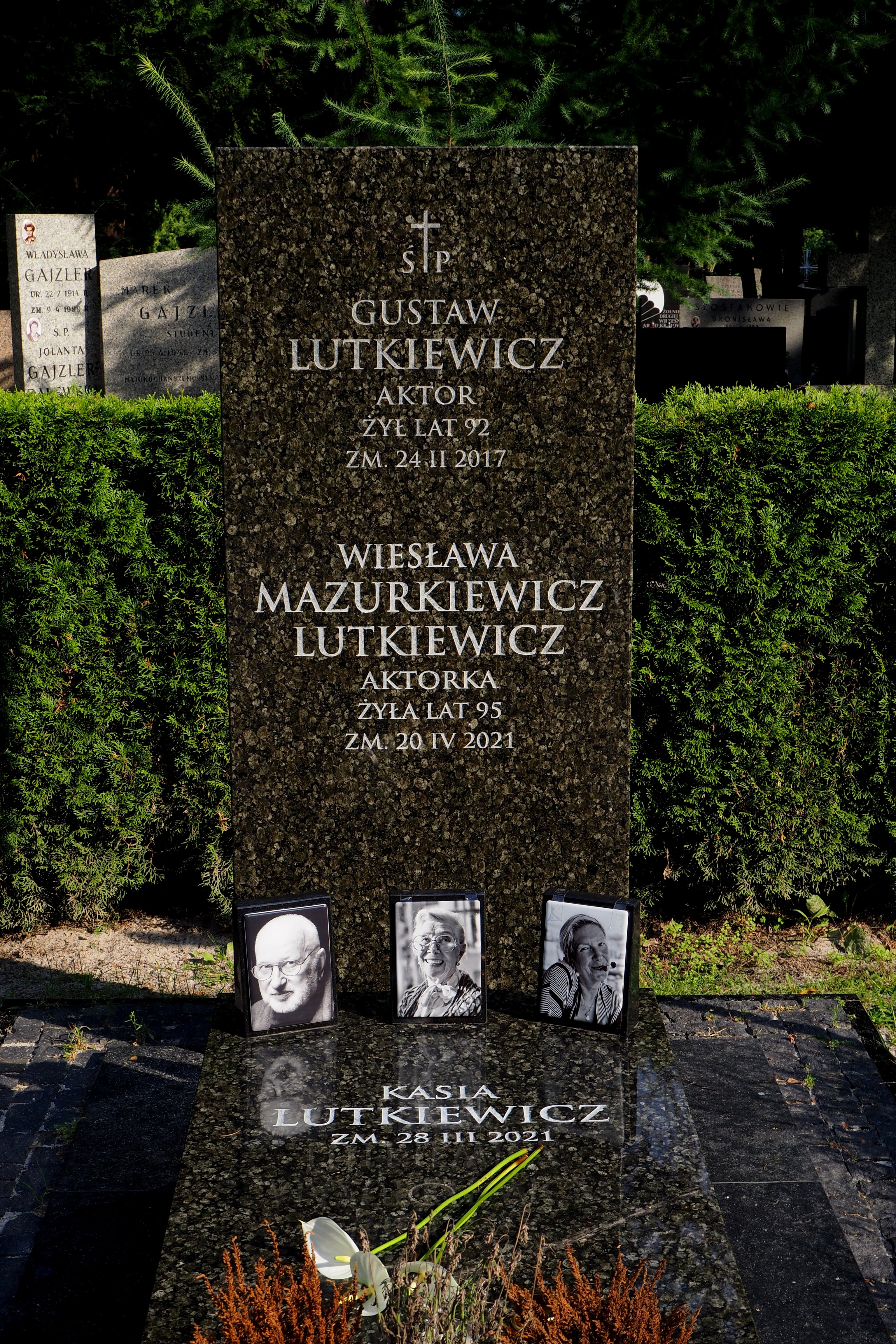
Grób aktorów Gustawa Lutkiewicza i Wiesławy Mazurkiewicz na Cmentarzu Wojskowym na Powązkach w Warszawie

Urodził się w polskiej rodzinie w Kownie. Jeszcze w okresie międzywojennym rodzina Lutkiewiczów przeniosła się do Wiłkomierza, gdzie ojciec Witold został sekretarzem gimnazjum polskiego. Do chwili zamknięcia w 1940, Gustaw uczęszczał do gimnazjum polskiego, następnie przeniósł się do gimnazjum litewskiego, z którego został wyrzucony w 1941. Podjął pracę w fabryce kafli jako pomocnik kierowcy. W 1945 Lutkiewiczowie przeprowadzili się do Suwałk.
Po II wojnie światowej zdał uproszczony egzamin maturalny i przez rok studiował prawo na Uniwersytecie Mikołaja Kopernika w Toruniu. W tym okresie po raz pierwszy zaangażował się do pracy w teatrze (dorabiał jako statysta w teatrze w Toruniu). Tutaj nastąpił przełom w jego życiu, gdy podjął decyzję o zostaniu aktorem. Przeniósł się do Łodzi, gdzie w 1949 ukończył studia na Wydziale Aktorskim Państwowej Wyższej Szkoły Teatralnej w Warszawie (wówczas z siedzibą w Łodzi).
Występował na deskach Teatru Nowego (1949–1960) i Teatru 7.15 (1960–1961), a następnie na scenach warszawskich: Teatru Dramatycznego (1961–1963), Teatru Powszechnego (1963–1969), Teatru Narodowego (1969–1974) oraz ponownie Teatru Powszechnego im. Zygmunta Hübnera (1974–2010).
W 2006 wycofał się z pracy w filmie, do roku 2009 grał w słuchowisku radiowym W Jezioranach. 31 sierpnia 2010 wycofał się z życia artystycznego z uwagi na postępującą utratę wzroku.
Często występował w słuchowiskach radiowych. Za tę formę twórczości w 1994 otrzymał „Złoty Mikrofon” - za rok 1993 – za wieloletnią współpracę z Polskim Radio oraz za kreację postaci Polikarpa Lepieszki w powieści radiowej „W Jezioranach”.
Występował również w Teatrze Telewizji. Był cenionym odtwórcą ballad Bułata Okudżawy (m.in. słynna Modlitwa z lat 60.).
Zmarł 24 lutego 2017, w wieku 92 lat w Domu Aktora w Skolimowie. Pochowany 7 marca 2017 w Alei Zasłużonych cmentarza Wojskowego na Powązkach (kwatera G-tuje-32).

## Życie prywatne
Od 1950 był żonaty z aktorką Wiesławą Mazurkiewicz (w filmie Zakole z 1988 wspólnie zagrali parę małżeńską). Mieli córkę Katarzynę (1961–2021).

## Teatr Telewizji
- Makowskie bajki Jerzego Ficowskiego w reż. Wandy Laskowskiej (1961)
- Urząd Tadeusza Brezy w reż. Andrzeja Szafiańskiego (1962)
- Historia od początku Jerzego Wittlina w reż. Konrada Swinarskiego (1962)
- Homer i Orchidea Tadeusza Gajcego w reż. Wandy Laskowskiej (1962)
- Amfitrion 38 Jeana Giraudoux w reż. Adama Hanuszkiewicza (1962)
- Pies ogrodnika Lopego de Vega w reż. Konrada Swinarskiego (1962)
- Miasteczko zamknięte Zbigniewa Herberta w reż. Tadeusza Byrskiego (1963)
- Na łaskawym chlebie Iwana Turgieniewa w reż. Tadeusza Byrskiego (1963)
- Ballada ciesielska Stanisława Grochowiaka w reż. Barbary Bormann (1963)
- Ladacznica z zasadami Jean-Paula Sartre’a w reż. Jana Bratkowskiego (1964)
- Kaprysy Marianny Alfreda de Musseta w reż. Jerzego Dobrowolskiego (1964)
- Ostry dyżur Jerzego Lutowskiego w reż. Andrzeja Szafiańskiego (1964)
- Mazur kajdaniarski według scenariusza Ernesta Brylla, w reż. Wojciecha Siemiona (1966)
- Pan Tadeusz Adama Mickiewicza w reż. Adama Hanuszkiewicza (1966)
- Kolumbowie Romana Bratnego w reż. Adama Hanuszkiewicza (1966)
- Chłopcy Stanisława Grochowiaka w reż. Tadeusza Jaworskiego (1966)
- Żołnierz królowej Madagaskaru Juliana Tuwima w reż. Wandy Laskowskiej (1967)
- Ostatnia stacja Ericha Marii Remarque’a w reż. Zygmunta Hübnera (1967)
- Miesiąc na wsi Iwana Turgieniewa w reż. Bogdana Trukana (1967)
- Zbrodnia i kara Fiodora Dostojewskiego w reż. Adama Hanuszkiewicza (1967)
- Klub kłamców Michela de Ghelderode’a w reż. Ludwika René (1967)
- Ich czworo Gabrieli Zapolskiej w reż. Adama Hanuszkiewicza (1967)
- Żabusia Gabrieli Zapolskiej w reż. Adama Hanuszkiewicza (1967)
- Próba generalna Andrzeja Mularczyka w reż. Sylwestra Chęcińskiego (1968)
- Bracia Karamazow Fiodora Dostojewskiego w reż. Jerzego Krasowskiego (1969)
- Obrona Ksantypy Ludwika Hieronima Morstina w reż. Jerzego Gruzy (1969)
- Ocaleć w ogniach Ernesta Brylla w reż. Daniela Bargiełowskiego (1970)
- Żywy trup Lwa Tołstoja w reż. Andrzeja Łapickiego (1970)
- Świętoszek Moliera w reż. Zygmunta Hübnera (1971)
- Sobowtór Friedricha Dürrenmatta w reż. Ludwika René (1971)
- Pani Bovary Gustawa Flauberta w reż. Olgi Lipińskiej (1972)
- Ameryka Franza Kafki w reż. Andrzeja Przybylskiego (1972)
- Kaukaskie kredowe koło Bertolta Brechta w reż. Macieja Zenona Bordowicza (1972)
- Akcja V Jerzego Janickiego w reż. Andrzeja Zakrzewskiego (1973)
- Ballady wojenne Jerzego Janickiego w reż. Daniela Bargiełowskiego (1973)
- Niemcy Leona Kruczkowskiego w reż. Jana Świderskiego (1974)
- Sława i chwała Jarosława Iwaszkiewicza w reż. Lidii Zamkow (1974)
- Romeo i Julia Williama Szekspira w reż. Jerzego Gruzy (1974)
- Król Edyp Sofoklesa w reż. Lidii Zamkow (1975)
- Gracze Nikołaja Gogola w reż. Stanisława Bielińskiego (1976)
- Wesele Figara Pierre-Augustina Caron de Beaumarchais’go w reż. Czesława Wołłejki (1977)
- Trzy po trzy Aleksandra Fredry w reż. Adama Hanuszkiewicza (1977)
- Nocleg w Apeninach Aleksandra Fredry w reż. Ewy Bonackiej (1978)
- Czarownice z Salem Arthura Millera w reż. Zygmunta Hübnera (1979)
- Sułkowski Stefana Żeromskiego w reż. Tadeusza Junaka (1979)
- Śmierć komiwojażera Arthura Millera w reż. Kazimierza Karabasza (1980)
- Dziady część III Adama Mickiewicza w reż. Jana Kulczyńskiego (1981)
- Wesele pana Balzaca Jarosława Iwaszkiewicza w reż. Tadeusza Junaka (1983)
- Hamlet Williama Szekspira w reż. Jana Englerta (1985)
- Spiskowcy Józefa Konrada Korzeniowskiego w reż. Zygmunta Hübnera (1987)
- Dyliżans Aleksandra Fredry w reż. Jerzego Wróblewskiego (1988)
- 12 krzeseł Ilji Ilfa i Jewgienija Pietrowa w reż. Konstantego Ciciszwilego (1988)
- Maestro Jarosława Abramowa-Newerlego w reż. Marka Nowickiego (1989)
- Spaghetti i miecz Tadeusza Różewicza w reż. Józefa Czerneckiego (1990)
- Indyk Sławomira Mrożka w reż. Macieja Wojtyszki (1990)
- Pułapka Tadeusza Różewicza w reż. Stanisława Różewicza (1990)
- Psie serce Michaiła Bułhakowa w reż. Rudolfa Zioło (1991)
- Skąpiec Moliera w reż. Jana Bratkowskiego (1992)
- Amadeusz Petera Shaffera w reż. Macieja Wojtyszki (1993)
- Wariatka z Chaillot Jeana Giraudoux w reż. Wojciecha Adamczyka (1994)
- Alicja w Krainie Czarów Charlesa Lutwidge’a Dodgsona w reż. Macieja de Korczak Leszczyńskiego (1995)
- Ach, co za wynalazek Michaiła Bułhakowa w reż. Janusza Zaorskiego (1996)
- Lalek Zbigniewa Herberta w reż. Zbigniewa Zapasiewicza (1999)
- Klub kawalerów Michała Bałuckiego w reż. Krystyny Jandy (2001)
- Błahostka Józefa Hena w reż. Tomasza Zygadły (2001)
- Śluby panieńskie, czyli Magnetyzm serca Aleksandra Fredry w reż. Krystyny Jandy (2003)

## Filmografia
- Chleb (1953) – Feliks Dzierżyński
- Sprawa do załatwienia (1953) – bikiniarz
- Kariera (1954) − kurier
- Godziny nadziei (1955) − Sajewicz
- Żołnierz zwycięstwa (1956) − członek bandy strzelający do gen. Karola Świerczewskiego
- Ziemia (1956) − Jan Skotnicki, geodeta
- Wraki (1956) − oficer niemiecki śpiewający piosenkę na „Adlerhorście”
- Trzy kobiety (1956) − podrywacz Marii
- Nikodem Dyzma (1956) − policjant
- Prawdziwy koniec wielkiej wojny (1957) − Henryk Thiel, kierownik biblioteki
- Kapelusz pana Anatola (1957) − mężczyzna z kapeluszem, członek bandy
- Ewa chce spać (1957) − policjant Dobiela
- Walet pikowy (1960) − sierżant policji
- Zaduszki (1961) − „Kozak”
- Ludzie z pociągu (1961) − Kwaśniewski
- Komedianty (1961) − aktor z trupy „Gąsiora”
- Spóźnieni przechodnie (1962) − gość przy barze (nowela 4. Stary profesor)
- Gangsterzy i filantropi (1962) − „Śruba” (cz. 1. Profesor)
- Zbrodniarz i panna (1963) − inżynier Tadeusz Wróblewski
- Ranny w lesie (1963) − plutonowy „Aprilus”
- Przygoda noworoczna (1963) − partner brunetki
- Naganiacz (1963) − człowiek z karabinem
- Rękopis znaleziony w Saragossie (1964) − kapitan czytający rękopis
- Pierwszy dzień wolności (1964) − gwałciciel Ingi
- Nieznany (1964) − Florczak
- Barbara i Jan (serial telewizyjny) (1964) − Dutkiewicz, inżynier w kopalni węgla brunatnego „Olgierd” (odc. 5. Zakochane duchy)
- Zawsze w niedziele (1965) − trener kolarzy klubu „Stal” (Niedziela trzecia [Nowela kolarska])
- Tomek i pies (serial telewizyjny) (1965) − milicjant (odc. 6. Saba − detektyw)
- Sobótki (1965) − kolejarz Chlebek
- Podziemny front (serial telewizyjny) (1965) − żołnierz niemiecki w knajpie (odc. 2. Poste Restante)
- Niedziela sprawiedliwości (1965) − Zygmunt, przyjaciel Derugi
- Lenin w Polsce (1965) − sędzia śledczy
- Ktokolwiek wie... (1966) − Czesław Pierzchała
- Don Gabriel (1966) − komendant Legii Straceńców
- Bokser (1966) − Milecki, masażysta polskiej drużyny
- Stajnia na Salvatorze (1967) − dyrektor firmy spedycyjnej
- Cześć kapitanie (1967) − Szyszka, właściciel warsztatu samochodowego, wspólnik szpiega
- Stawka większa niż życie (serial telewizyjny) (1968) − hauptsturmführer Lohse:

● odc. 6. Żelazny Krzyż,
● odc. 13. Bez instrukcji
- Mistrz tańca z cyklu Opowieści niezwykłe (1968) – właściciel sklepu bławatnego
- Klub profesora Tutki (serial telewizyjny) (1968) – 2. role:

● odc. 6. Profesor Tutka daje przykład opowiadania pogodnego – znajomy profesora
● odc. 8. O słowie drukowanym – pan Adolf
- Zbrodniarz, który ukradł zbrodnię (1969) − kierownik restauracji „Retman”
- Pan Wołodyjowski (1969) – wachmistrz Zydor Luśnia, podkomendny Michała Wołodyjowskiego i Adama Nowowiejskiego
- Nowy (1969) – Walczak, ślusarz w POM-ie im. Bohaterów Urodzaju w Wólce Legionowskiej
- Wakacje z duchami (serial telewizyjny) (1970) − fotograf Hubert, członek bandy
- Mały (1970) – „Gruby”, współlokator „Małego”
- Lokis. Rękopis profesora Wittembacha (1970) – doktor Froeber, lekarz hrabiny Szemiotowej
- Przystań (1970) – szyper Józef Bosak
- Seksolatki (1971) − ojciec Ani
- Obcy w lesie (1971)
- Kłopotliwy gość (1971) − monter z elektrowni
- Dekameron 40 czyli cudowne przytrafienie pewnego nieboszczyka (1971) − lichwiarz Pepino
- Aktorka (1971) − Mitia Tiepłow, przyjaciel Jazykowa
- Poślizg (1972) − Syćko, właściciel warsztatu samochodowego
- Kopernik (1972) – Jan Dantyszek, biskup warmiński
- Kopernik (1972) − Jan Dantyszek, biskup warmiński (odc. 3)
- Stawiam na Tolka Banana (serial telewizyjny) (1973) − Marian Szaszkiewicz, dentysta (odc. 7. Tolek)
- Nagrody i odznaczenia (1973) − awanturujący się ranny żołnierz
- Na niebie i na ziemi (1973) − major Marcin Kosowicz, starszy lekarz pułku
- Chłopcy (1973) (film) – postać: Smarkul - reżyseria: Ryszard Ber; scenariusz: Stanisław Grochowiak; Scenografia: Allan Starski; Muzyka: Jerzy Matuszkiewicz
- Zaczarowane podwórko (1974) – Ernst Theodor Amadeus Hoffmann
- Ile jest życia (serial telewizyjny) (1974) − leśniczy Stefan Cudo (odc. 3. Polowanie, odc. 6. Nauka chodzenia i odc. 11. Noc księżycowa)
- Awans (1974) − Maciej Grzyb, ojciec Mariana
- Trzecia granica (serial telewizyjny) (1975) − Zapotoczny (odc. 3. Zatarte ślady)
- Noce i dnie (1975) − Baścik, właściciel biura melioracyjnego
- Grzech Antoniego Grudy (1975) − sołtys Saraniecki
- Dom moich synów (1975) − Gralczak, sąsiad Góreckiej
- Doktor Judym (1975) − Krzywosąd, administrator sanatorium w Cisach
- Zaklęty dwór (serial telewizyjny) (1976) − sędzia Bonifacy Gągolewski
- Parada oszustów (1976) − 2. role:

● odc. 1. Mistrz zawsze traci − właściciel apteki,
● odc. 3. Tajny detektyw − nadkomisarz
- Daleko od szosy (serial telewizyjny) (1976) − sadownik Wieczorek (odc. 1. Szpaki)
- Nie zaznasz spokoju (1977) − Maliniak, ojciec Tolka i Janka
- Lalka (serial telewizyjny) (1977) − Raczek, przyjaciel ojca Ignacego Rzeckiego (odc. 2. Pamiętnik starego subiekta)
- 40-latek (serial telewizyjny) (1977) − leśnik (odc. 20. W obronie własnej czyli polowanie)
- Układ krążenia (serial telewizyjny) (1978) − Piotr Łoboda (odc. 7. Doktor Bognar)
- Ślad na ziemi (serial telewizyjny) (1978) − inżynier Zygmunt Rybacki (odc. 6. Pięć stów i odc. 7. Zmęczeni inżynierowie)
- Sowizdrzał świętokrzyski (1978) − nadleśniczy Puzyna
- Życie na gorąco (serial telewizyjny) (1978) − gościnnie
- Koty to dranie (1978) − Marceli Broszczak
- Justyna (1978) − członek rodziny Małgosi
- Do krwi ostatniej... (1978) − oficer I Dywizji
- Do krwi ostatniej (serial) (1979) − oficer I Dywizji
- Śnić we śnie (1979) − leśniczy Witold
- Racławice. 1794 (1979) − generał Antoni Józef Madaliński
- Ojciec królowej (1979) – koniuszy Marek Matczyński
- Lekcja martwego języka (1979) − leśniczy Szwanda
- Doktor Murek (serial telewizyjny) (1979) − Żołnasiewicz, szwagier i pracownik Czabana (odc. 5−7)
- Die Schmuggler von Rajgorod (1979) − podoficer
- Spotkanie na Atlantyku (1980) − ochmistrz
- Polonia Restituta (1980) – Aleksandr Izwolski, ambasador Rosji w Paryżu
- Dom (serial telewizyjny) (1980) − kapral Sumik (odc. 1. Co ty tu robisz, człowieku? i odc. 2. Zapomnij o mnie)
- Ciosy  (1980) − Zażywny, podwładny Franciszka
- Znachor (1981) − przodownik policji
- Rdza (1981) − Henryk Sabara z działu ekonomicznego, przyjaciel Bryły
- Pogotowie przyjedzie (1981) − Jerzy, dyrektor pogotowia
- Najdłuższa wojna nowoczesnej Europy (serial telewizyjny) (1981) – Otto von Bismarck (odc. 6. Już tylko nadzieja, odc. 7. Powołanie i odc. 9. Ausrotten)
- Klejnot wolnego sumienia (1981) − Dębiński
- Biłek (1981) − Michał, opiekun stadniny koni
- Dolina Issy (1982) − Łuk Juchniewicz, mąż ciotki Heleny
- Do góry nogami (1982) − przodownik policji
- Widziadło (1983) − sąsiad Strumieńskiego
- Ostrze na ostrze (1983) − Krasicki
- Nadzór (1983) − ginekolog
- Na odsiecz Wiedniowi (1983) − koniuszy Marek Matczyński
- Kamienne tablice (1983) − woźny w Ambasadzie Polski w Indiach
- Fachowiec (1983) − Kwaśniewski
- Dolina szczęścia (1983) − 2. role: Karol Woyciechowski, chłop
- Der Aufenthalt (1983) − strażnik na oddziale polskim
- Alternatywy 4 (serial telewizyjny) (1983) − prezes spółdzielni mieszkaniowej
- Rycerze i rabusie (serial telewizyjny) (1984) − Krasicki (odc. 1. W walce z infamisem)
- Rok spokojnego słońca (1984) − właściciel piekarni
- Przybłęda (1984)
- Przeklęte oko proroka (1984) − Opanas Bedryszko, ojciec Semena
- Pismak (1984) − naczelnik więzienia
- Kobieta w kapeluszu (1984) − Dzidek, mąż matki Ewy
- Jak się pozbyć czarnego kota (1984) − Dolinsky, myśliwy z Ameryki
- Dokąd człowieku? (1984) − prokurator Kaleta
- 111 dni letargu (1984) − „starosta” celi 192
- Zaproszenie (1985) − dyrektor szpitala
- Temida (serial telewizyjny) (1985) − doktor Lubczyński, warszawski pełnomocnik Błockiego (odc. 3. Strzały o świcie)
- Tate (1985) − handlarz Arcimowicz
- Tanie pieniądze (1985) − „Ruptura”
- Spowiedź dziecięcia wieku (1985) − żandarm
- Oko proroka czyli Hanusz Bystry i jego przygody (serial telewizyjny) (1985) − Opanas Bedryszko, ojciec Semena
- Lustro (1985) − ojciec Hanki
- Chrześniak (1985) − Antoni Blicharski, kierownik gorzelni w PGR-ze, ojciec chrzestny Purowskiego
- C.K. Dezerterzy (1985) − lekarz
- Zmiennicy (serial telewizyjny) (1986) − Samelko, dyrektor Instytutu Literackiego „Opoka” (odc. 10. Krzyk ciszy i odc. 11. Antycypacja)
- Magma (1986)
- Epizod Berlin-West (1986) − aktor
- Sala nr 6 (1987) − starosta
- Misja specjalna (1987) − aktor-kelner w restauracji
- Koniec sezonu na lody (1987) − Dojnarowicz, właściciel ikony
- Ballada o Januszku (serial telewizyjny) (1987) − Edmund Karolak, sąsiad Gieni Smoliwąsowej
- Anioł w szafie (1987) − kierownik produkcji Kostek
- Zakole (1988) − Tomasz Świderski
- W labiryncie (serial telewizyjny) (1988−1990) − Henryk Ostoja-Ostojałowski, sąsiad Racewiczów
- Spadek (1988) − krawiec
- Romeo i Julia z Saskiej Kępy (1988) − „Dziadek” Kędziora
- Pole niczyje (1988) − komisarz
- Oszołomienie (1988) − dyrektor teatru
- Nowy Jork, czwarta rano (1988) − Gren, właściciel baru „Błysk”
- Chichot Pana Boga (1988) − przewodniczący obrad komisji parlamentarnych
- Grande Educator – Ignacy Domeyko (1988)
- Amerykanka (1988) − Stefan Matula
- Wiatraki z Ranley (1989) − Hoggar, właściciel pola
- Virtuti (1989) − burmistrz Grajewa
- Sceny nocne (1989) − profesor Wagner
- Ring (1989) − prezes konkurencyjnego klubu
- Lawa (1989) − doktor w scenie „Balu u Senatora"
- Konsul (1989) − sędzia
- Kanclerz (serial telewizyjny) (1989) − książę Mikołaj Radziwiłł
- Janka (serial telewizyjny) (1989) − komornik (odc. 15. Licytacja)
- Gorzka miłość (1989) − Antoni, wuj Hanny
- Życie za życie. Maksymilian Kolbe (1990) − Konior, stolarz w Niepokalanowie
- Tajemnica puszczy (1990) − Fabian
- Leśmian (1990) – Jakub Mortkowicz
- Kramarz (1990) − handlarz-zazdrośnik
- Kapitan Conrad (1990)
- Femina (1990) − fotograf
- Tak tak (1991) − wuj Karen
- Rozmowy kontrolowane (1991) − chłop
- Pogranicze w ogniu (serial telewizyjny) (1991) − August Mackett, współpracownik polskiego wywiadu
- Kuchnia polska (1991) − dyrektor PGR-u
- Kuchnia polska (serial) (1991) − dyrektor PGR-u
- Wielka wsypa (1992) − szatniarz w hotelu „Polonia”
- Zespół adwokacki (serial telewizyjny) (1993−1994) − mecenas Witold Janicki, kierownik zespołu
- Bank nie z tej ziemi (serial telewizyjny) (1993−1994) − członek rady nadzorczej banku
- Bar Atlantic (1996) − doktor
- Ekstradycja 3 (serial telewizyjny) (1998) − strażnik Stasio
- Ogniem i mieczem (film) (1999) − Barabasz
- Złotopolscy (serial telewizyjny) (2000–2005) − Zygmunt Karabasz, właściciel sklepu w Złotopolice
- Syzyfowe prace (2000) − profesor Nogacki

Polski dubbing
- Niedziela sprawiedliwości (1965) − fryzjer (rola Adama Perzyka)
- Wniebowstąpienie (1969) − narrator oraz sędzia Kociołł (rola Stanisława Jaworskiego)
- Ja, Klaudiusz (1976) − Trazyllus
- Oko proroka (1982) − kupiec Heliasz (rola Andrzeja Balcerzaka)
- Pastorale heroica (1983) − generał (rola Bernarda Ładysza)
- Przeklęte oko proroka (1984) − kupiec Heliasz (rola Andrzeja Balcerzaka)
- Oko proroka czyli Hanusz Bystry i jego przygody (serial telewizyjny) (1985) − kupiec Heliasz (rola Andrzeja Balcerzaka)
- Porwanie (1985) − Stojanow, dowódca holownika
- Bajarz (1988) – bajarz
- Piękna i Bestia (film animowany) (1991) − Maurycy

## Ordery i odznaczenia
- Krzyż Oficerski Orderu Odrodzenia Polski (1985)
- Krzyż Kawalerski Orderu Odrodzenia Polski (1970)
- Złoty Krzyż Zasługi (11 lipca 1955)[8]
- Srebrny Medal „Zasłużony Kulturze Gloria Artis” (19 czerwca 2012)[9]

## Nagrody i wyróżnienia
- Wyróżnienie na II Ogólnopolskim Festiwalu Sztuk Rosyjskich i Radzieckich w Katowicach za rolę Osipa w spektaklu Płatonow Antona Czechowa w Teatrze Dramatycznym w Warszawie (1962)
- Wyróżnienie na IV Kaliskich Spotkaniach Teatralnych w Kaliszu za rolę Nosa w Weselu Stanisława Wyspiańskiego (1964)
- Złoty Mikrofon (1993)[4]